# Maurizio Bufalini

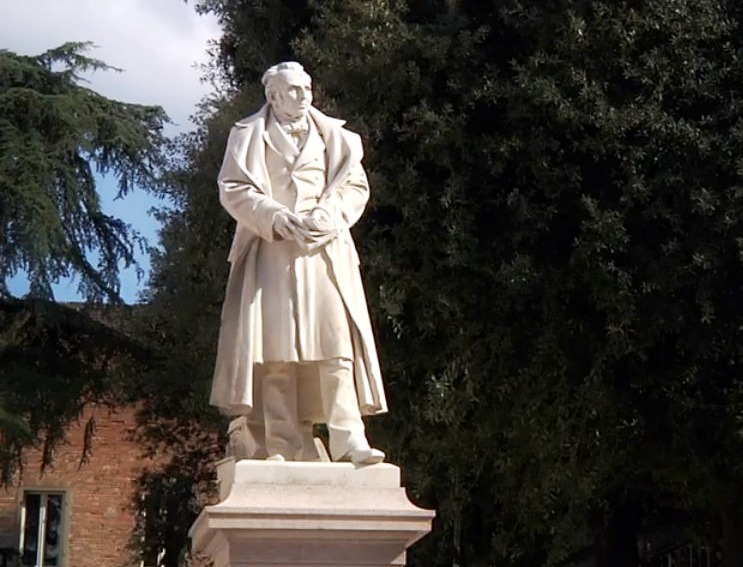
Monumento eretto nella sua città natale

Maurizio Bufalini (Cesena, 4 giugno 1787 – Firenze, 31 marzo 1875) è stato un medico italiano, uno dei più importanti clinici italiani del XIX secolo. Viene ricordato anche per aver rivoluzionato il metodo d'insegnamento nelle facoltà di medicina.

## Biografia

### Fino alla laurea
Maurizio Bufalini nacque a Cesena il 4 giugno 1787, figlio di Jacopo Bufalini, appartenente a una famiglia di medici e anch'esso medico: fu primario di Chirurgia a Cesena nel 1773. Dell'infanzia si ricorda una rovinosa caduta all'età di quattro anni, dovuta al suo temperamento vivace.
Non fu fortunato negli studi secondari, caratterizzati da insegnanti molto legati all'apprendimento mnemonico, ma non curanti del ragionamento: così finì la scuola senza un valido metodo di studio e con scarse conoscenze di base.
Nel 1803 iniziò a frequentare le lezioni di medicina di Michele Rosa, sostenitore della Vis medicatrix naturae (anche conosciuta come la natura medica), secondo cui il corpo possedeva capacità di auto-guarigione. Da Rosa imparò che il medico, per condurre il malato alla guarigione, deve individuare le cause della malattia e rispettare e assecondare le leggi della natura. Grazie ai suoi insegnamenti, ottenne un'importante preparazione scientifica e inoltre si interessò di letture filosofiche, prevalentemente Locke e Condillac, che ne influenzarono pensiero e stile di vita.
La sua preparazione gli permise nel novembre 1805 di iscriversi direttamente al secondo anno di Medicina all'Università di Bologna, dove insegnava Antonio Testa (amico di Michele Rosa). Nel 1809 si laureò, con la convinzione di non aver ricevuto validi insegnamenti, in quanto nell'Italia di quegli anni era di moda la dottrina sistemica vitalista, opposta a quella ricevuta dai suoi maestri. Così nel dicembre 1809 si recò prima a Pavia e poi a Milano per apprendere le nozioni del vitalismo, rispettivamente dall'anatomista Antonio Scarpa e dal fisiologo Giacomo Tommasini. Questi lo introdussero al pensiero vitalista di John Brown, secondo cui ogni fenomeno biologico è spiegabile con un'unica legge universale e la materia organica del corpo, reagendo agli impulsi esterni, regola i fenomeni vitali: una sorta di principio di eccitabilità del corpo.
Verso la fine del 1810 tornò a Cesena, rifiutando le ultime nozioni apprese e riabbracciando in pieno le teorie dei suoi maestri Michele Rosa e Antonio Testa. Da questo momento in poi intraprenderà la sua battaglia più importante: quella contro il vitalismo.

### Medico a Cesena
Nel 1810 venne nominato medico coadiutore nell'Ospedale degli Esposti a Cesena, che accoglieva infanti abbandonati e donne gravide rimaste sole. Il 24 agosto 1813 fu promosso medico assoluto.
Proprio in questi anni sviluppò un nuovo approccio alla medicina per il quale si batté a lungo nel corso della sua vita: l'unica fonte di conoscenza in campo medico deriva solo dall'osservazione e dall'esperimento. In difesa del suo pensiero, nel 1813 pubblicò il Saggio sulla dottrina della vita, in cui attaccava il concetto vitalista di eccitabilità e l'idea della vita intesa come forza misteriosa risolutrice di tutte le malattie.
Infatti la vita, secondo Bufalini, è un fenomeno complesso che può essere capito solo con l'osservazione e lo studio attento, poiché è il risultato di processi fisico-chimici della materia organica.
La fama ottenuta con il suo saggio lo convinse nel 1813 ad abbandonare il suo incarico di medico a Cesena per trasferirsi nella più rinomata città di Bologna.

### Assistente a Bologna
Nell'ottobre 1813 venne nominato assistente alla clinica medica di Bologna, dove insegnò spesso al posto dell'ormai anziano Antonio Testa. Qui, però, studenti e docenti gli erano avversi a causa delle sue idee rivoluzionarie e spesso le aule dove insegnava erano vuote per la diserzione degli studenti.
Nel 1816 perse la cattedra, venendo rimpiazzato dal suo rivale Tommasini, e decise così di tornare a Cesena, rifiutandogli ogni tipo di collaborazione.

### Difficile ritorno a Cesena
Tornò ad essere medico all'ospedale di Cesena con molte difficoltà: ebbe una depressione legata alla morte del figlioletto e del padre nel 1816, alla mancata nomina alla cattedra di Bologna e alle difficoltà economiche. In questo periodo si ammalò di flogosi e i salassi e le cure cui venne sottoposto fecero solo peggiorare le sue condizioni e gli arrecarono danni permanenti al sistema cardiovascolare.
Tutto questo avveniva in una Cesena gravata da un'epidemia di tifo, che quindi rendeva le sue giornate estremamente intense a causa dei molti pazienti.
Nel 1819 pubblicò i Fondamenti di Patologia Analitica, in cui, continuando la sua battaglia al vitalismo, sottolineava l'importanza da dare alla conoscenza del decorso di una malattia per riuscire a guarirla.
Nel 1825 pubblicò Intorno alla medicina analitica. Cicalate di M.B. in apologia dei medici italiani e di sé medesimo e in risposta ad alcuni articoli di giornale della nuova dottrina medica italiana. Questo saggio scatenò le ire degli ambienti clericali, che lo accusarono nel 1826 di ateismo e materialismo. Tuttavia egli continuò a sostenere la bontà delle sue idee sperimentali (e non materialistiche) contro le teorie scientifiche che formulavano ipotesi aprioristiche. Inoltre non negò in nessun modo l'esistenza di Dio; anzi, sottolineò che lo scienziato ha il solo compito di studiare le leggi poste in essere dal Creatore.
Intanto la situazione personale del medico cesenate non migliorava: nel 1825 morirono la moglie e la sua unica figlia (appena sedicenne). La profonda depressione che ne conseguì lo portò a rifiutare diversi incarichi: la cattedra di Urbino, il ruolo di medico primario a Cesena e la cattedra di Bologna, lasciata libera da Tommasini.
Decise allora di intraprendere un nuovo percorso, rivolto a migliorare la qualità dell'istruzione nelle Università. Nel 1831 venne nominato presidente della Commissione della pubblica istruzione cesenate. Così si impegnò a mantenere i principi religiosi nel sistema pedagogico, eliminando però quanto di strumentale era stato introdotto dalla Chiesa.

### La partenza da Cesena
Intanto il fallimento dei moti del '31 rese difficile la situazione a Cesena per un patriota come Bufalini; così nel 1832 accettò il ruolo di medico condotto all'ospedale di Osimo e poi, nel 1835, la cattedra di Clinica medica alla scuola di Santa Maria Nuova a Firenze. Qui predicava una medicina fatta di osservazioni e di fatti concreti e così aumentò le ore di lezione dedicate alla visita agli infermi. Grazie a Bufalini, la scuola di Firenze divenne il luogo di perfezionamento post-universitario degli studi di Medicina: una sorta di specialistica. 

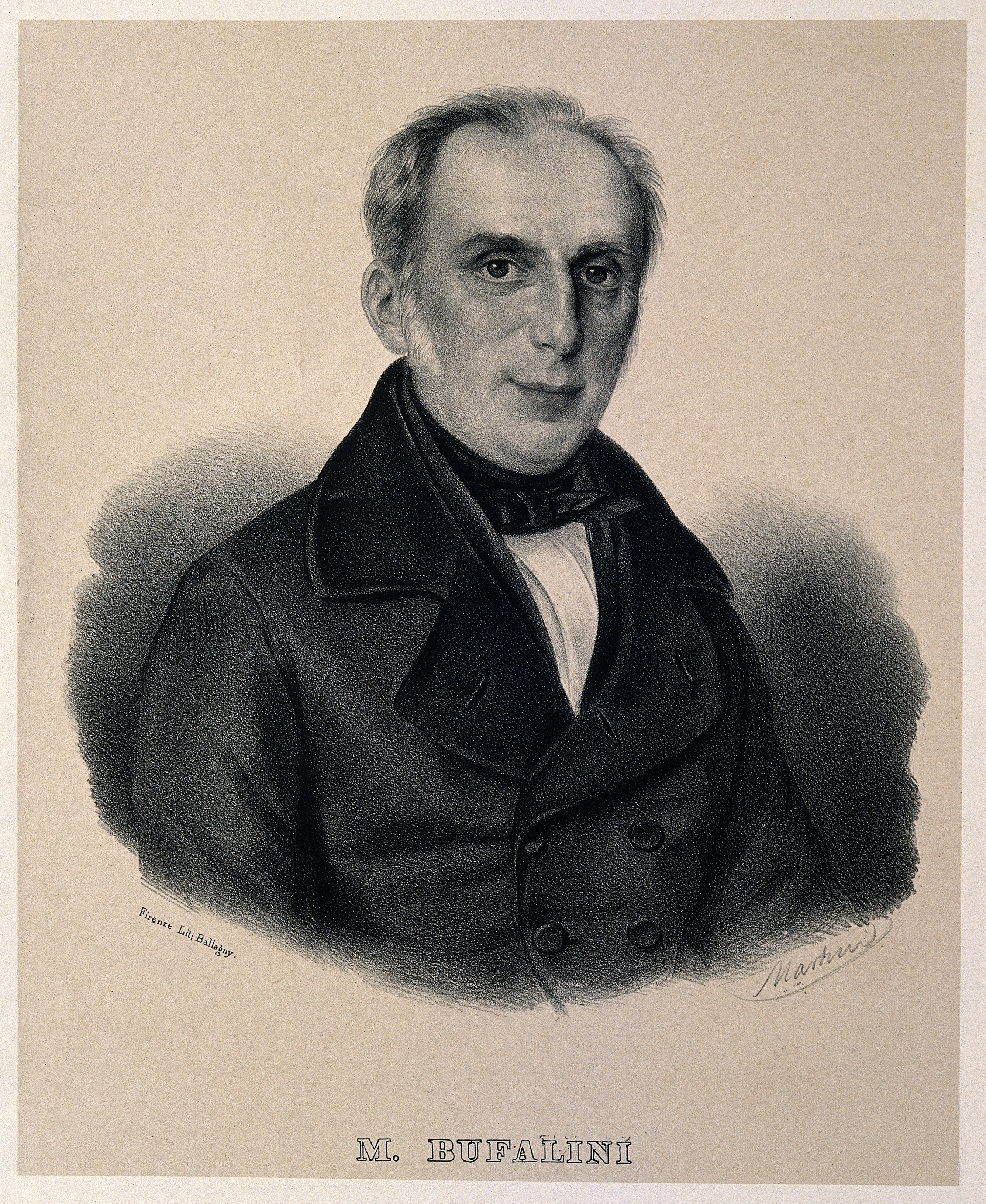
Ritratto di Maurizio Bufalini (litografia)

Finalmente la vita del medico cesenate ebbe una svolta e lui, preso dall'entusiasmo di questo periodo, accettò diversi incarichi; ad esempio nel 1838 divenne direttore della Gazzetta della scienze fisico-mediche, che dal 1858 fu chiamata Lo Sperimentale; attraverso questo giornale si difese dalle varie accuse che gli arrivarono da ogni parte dell'Italia. Il 5 luglio 1840 divenne socio dell'Accademia delle Scienze di Torino. Ma ciò che più lo tenne impegnato in questo periodo fu il tema dell'educazione e dell'insegnamento nelle scuole, tanto che fu definito dai biografi medico e pedagogista. Infatti condusse diverse battaglie che portarono all'introduzione della prima cattedra in Italia di Anatomia Patologica (1840) e di Istologia (1849). Inoltre nel 1851 pubblicò Discorsi politico-morali in cui espose non solo i principi pedagogici e sociali che riteneva giusti per riformare l'insegnamento nelle scuole, ma anche i valori etici fondamentali nella società.
Anche il suo modo di insegnare era innovativo; infatti parte della lezione si svolgeva in aula e parte al letto dell'ammalato. Voleva trasmettere ai suoi alunni l'importanza di una medicina pratica, fatta non di sole parole.
Intanto il 18 marzo 1860 è nominato Senatore del Regno d'Italia, anche se per motivi di salute (aveva 73 anni) non poté esercitare a pieno il suo ruolo. Di sicuro fece valere la sua posizione quando l'allora Ministro della Pubblica Istruzione, Carlo Matteucci promosse una legge (1862) che limitava il numero di posti alle università e uniformava gli insegnamenti: in pratica, tutto ciò contro cui si era battuto Bufalini. All'inizio si oppose apertamente, ma poi comprese che questa legge non era solo una manovra economica, ma anche un disperato tentativo di salvare sedi universitarie in preda all'anarchia. Matteucci cercò di garantire in tutte le Regioni un corso di studio valido.

### Il tramonto nelle polemiche
Nonostante i suoi sforzi, ormai nelle Università dominavano delle nuove correnti di pensiero, quella atea, quella materialista e soprattutto quella positivista. Il positivismo era il movimento più numeroso, polemico e battagliero e si basava sulla totale adesione ai fatti, ai dati sperimentali e all'osservazione. Ad una prima analisi, potrebbe sembrare che il metodo sperimentale di Bufalini fosse vicino al positivismo scientifico, ma in realtà il medico cesenate aveva una visione metodologica radicalmente diversa, aliena dai filosofismi e legata solo all'indagine medica; pertanto si trovò in contrasto anche con loro, il cui maggior esponente era Jacob Moleschott, residente a Torino, dove presiedeva alla cattedra di Fisiologia.
Ormai solo a Firenze era ancora viva l'ideologia del Bufalini: deve esistere uno sperimentalismo neutrale alle filosofie mondane che ostacolano la ricerca scientifica.
Intanto si fecero più pesanti le critiche subite da Matteucci e Moleschott, così Bufalini si servì de Lo Sperimentale per ribadire colpo su colpo a tali accuse. Lui infatti visse in un'epoca nella quale, pur avendo impartito un'importante lezione in campo medico, era facile essere criticato apertamente e spesso gratuitamente. Augusto Murri invece fu un sostenitore di Bufalini, tanto da riconoscergli il merito di aver aperto l'era della medicina che scrutava il paziente con l'osservazione, il microscopio e le macchine: nacque, anche grazie a lui, la medicina sperimentale.

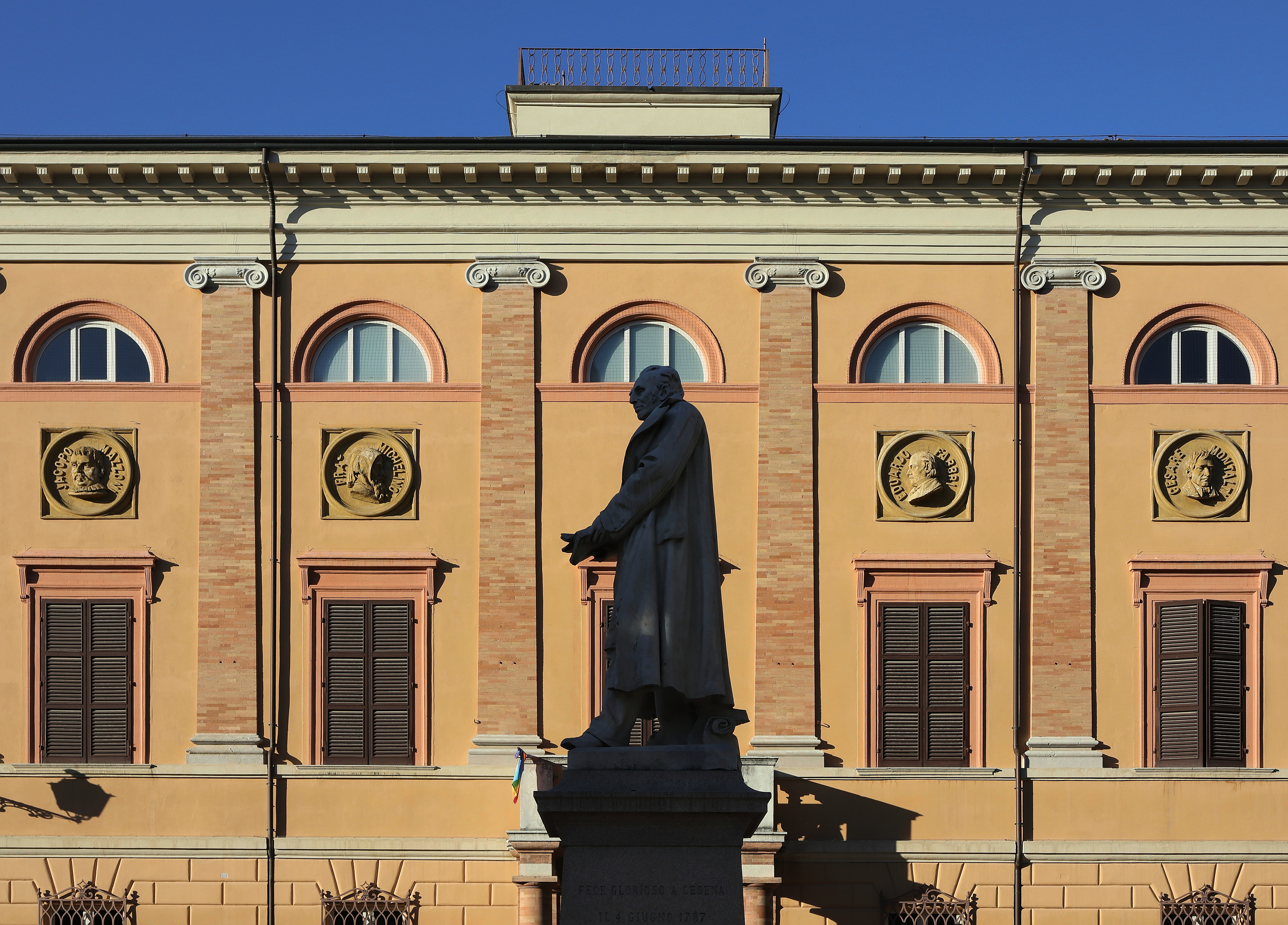
Statua di Maurizio Bufalini. Sfondoː la Biblioteca Malatestiana di Cesena.

Negli ultimi anni di vita, dovette sopportare anche le gratuite ingiurie di Filippo Pacini, il quale riteneva che il metodo di Bufalini fosse mero empirismo, in quanto negava qualsiasi principio a priori e accettava solo ciò che derivava dall'esperienza (a posteriori). Ormai anziano e malato, Bufalini non rispose nemmeno a queste accuse, che a molti parsero inopportune e gratuite.
Così il 31 marzo 1875, a Firenze, morì Bufalini. Tuttavia quando era in vita, aveva espresso il desiderio di essere sepolto nella sua Cesena; e infatti il 4 aprile 1875 la salma fu trasferita alla sua città natale, verso la quale aveva un legame così forte da lasciare nel testamento la sua intera biblioteca scientifica al Comune di Cesena. Ma anche la città romagnola gli fu riconoscente e nel settembre 1875 il Consiglio provinciale stanziò dei fondi per la costruzione di un monumento in sua memoria, realizzato nel 1885 e posizionato di fronte alla Biblioteca Malatestiana e alla sua casa natale.